# Heritage (album d'Opeth)
Pour les articles homonymes, voir Héritage.
Albums de Opeth
In Live Concert at the Royal Albert Hall
(2010) Pale Communion
(2014)
Singles
1. The Devil's Orchard
Sortie : 27 juillet 2011
2. Slither
Sortie : 21 novembre 2011

Heritage est le dixième album studio du groupe suédois de metal progressif, Opeth. Il est sorti le 20 septembre 2011 sur le label Roadrunner Records et a été produit par Mikael Akerfeldt.

## Description générale
Le précédent album du groupe était Watershed, sorti en 2008 ; c'est donc le plus long délai entre deux sorties d’album du groupe.
L'album a été enregistré lors de plusieurs sessions entre fin 2010 et début 2011, mais les enregistrements les plus importants ont été faits entre le 31 janvier et le 21 février 2011 aux studios Atlantis à Stockholm en Suède.
L'album voit le retour de Steven Wilson au mixage de l’album (assisté par Mikael Akerfeldt), qui avait participé à l'album Damnation en 2003. Il est aussi le dernier album avec le clavériste Per Wiberg, il quitta le groupe en avril 2011 en accord avec les autres membres.
Le titre de l'album Heritage a été annoncé le 25 mai 2011.
Le single de l'album The Devil's Orchard a été présenté en démo sur Stereogum le 26 juillet 2011. La chanson Slither est dédiée à Ronnie James Dio, celui-ci décéda pendant les sessions d'enregistrement de cet album.

## Liste des titres
- Tous les titres sont signés par Mikael Akerfeldt

1. Heritage - 2:05
2. The Devil's Orchard - 6:40
3. I Feel the Dark - 6:40
4. Slither - 4:03
5. Nepenthe - 5:40
6. Häxprocess - 6:57
7. Famine - 8:32
8. The Lines of my Hand - 3:49
9. Folklore - 8:19
10. Marrow of the Earth - 4:19

## Musiciens
Opeth
- Mikael Akerfeldt: chant, guitare électrique et acoustique, mellotron, piano à queue, effets sonores
- Fredrik Åkesson: guitare électrique rythmique et lead
- Martin Mendez: basse, contrebasse
- Martin Axenrot: batterie, percussions
- Per Wiberg: orgue Hammond B3, Fender Rhodes, mellotron, piano à queue, orgue Wurlitzer

Musiciens additionels
- Alex Acuña: percussions sur Famine
- Björn J:son Lindh: flute sur Famine
- Joakim Svalberg: piano à queue sur Heritage

## Charts
| Pays                                  | Durée du classement | Meilleur classement |
| ------------------------------------- | ------------------- | ------------------- |
| Allemagne                             | 3 semaines          | 9e                  |
| Australie                             | 2 semaines          | 12e                 |
| Autriche                              | 2 semaines          | 16e                 |
| Belgique (W)                          | 3 semaines          | 57e                 |
| Belgique (V)                          | 2 semaines          | 87e                 |
| Canada                                | 1 semaine           | 23e                 |
| Danemark                              | 1 semaine           | 19e                 |
| Espagne                               | 3 semaines          | 49e                 |
| États-Unis                            | 3 semaines          | 19e                 |
| Finlande                              | 6 semaines          | 2e                  |
| France                                | 3 semaines          | 31e                 |
| Italie                                | 2 semaines          | 21e                 |
| Norvège                               | 5 semaines          | 8e                  |
| Nouvelle-Zélande                      | 1 semaine           | 26e                 |
| Pays-Bas                              | 7 semaines          | 10e                 |
| Royaume-Uni (UK Albums Chart)         | 2 semaines          | 22e                 |
| Royaume-Uni (UK Rock and Metal Chart) | -                   | 1er                 |
| Suède                                 | 7 semaines          | 4e                  |
| Suisse                                | 3 semaines          | 13e                 |